# ملكة الليل (فلم)
ملكة الليل هو فيلم دراما مصري من إخراج حسن رمزي  وبطولة هند رستم، يحيى شاهين، إبراهيم رمزي، نجوى فؤاد، أبو بكر عزت، رجاء حسين وحسين فهمي.

## نبذة
كريمة صاحبة كباريه ويطلقون عليها ملكة الليل، تتعرف على الدكتور محمود الذي يدرس في الجامعة وتقع في حبه. يطلب منها محمود الزواج فهو أرمل ولديه ابنة تدعى هدى، مخطوبة للشاب أحمد. تسعد كريمة بعرضه للزواج وتعتزل الفن إرضاء له و لكن ابنته وخطيبها يصممون على الرفض بسبب عملها.

## وصلات خارجية
- مقالات تستعمل روابط فنية بلا صلة مع ويكي بيانات